# Liste der Museen in Straubing
Die Liste der Museen in Straubing gibt einen Überblick über aktuelle und ehemalige Museen in der kreisfreien Stadt Straubing in Bayern.

## Aktuelle Museen
| Name                                | Kurzbeschreibung | gegründet/ eröffnet | Träger                                                                         | Standort                                    | Bild           | Link |
| ----------------------------------- | --- | ------------------- | ------------------------------------------------------------------------------ | ------------------------------------------- | -------------- | ---- |
| Gäubodenmuseum                      | Das Museum zeigt Exponate zur Geschichte der Stadt Straubing und seines Umlandes, des Gäubodens. Ein Schwerpunkt ist die Römerzeit mit dem Schatzfund von Straubing. Weitere Themen sind die Entstehung und Entwicklung Straubings, sakrale Kunst und Volksfrömmigkeit. | 1845                | Stadt Straubing                                                                | !548.8833345512.5703735 48.883334 12.570373 | weitere Bilder |      |
| NAWAREUM                            | Das Mitmach-Museum befasst sich mit den Themen Natur, Klimawandel, Pflanzen, Ernährung, nachwachsende Rohstoffe und erneuerbare Energien. Ein Museumsgarten und museumspädagogische Angebote ergänzen die Ausstellung.                                                  | 3. März 2023        | Technologie- und Förderzentrum im Kompetenzzentrum für Nachwachsende Rohstoffe | !548.8840055512.5821145 48.884005 12.582114 | weitere Bilder |      |
| Schlesisches Schaufenster in Bayern | Das Museum veranschaulicht die Geschichte, Wirtschaft und Kultur Schlesiens sowie das Leben der Schlesier und das Wirken der Landsmannschaft Schlesien in Bayern. | 15. Juli 2017       | Stiftung Schlesien.Bayern -MMIX-                                               | Herzogsschloss                              |                |      |